# Kontrust
Kontrust este o trupă de crossover din Austria. 

## Istorie
Kontrust s-a constituit în anul 2000. În 2001, formația a luat parte la o competiție în Austria, clasându-se pe locul trei. Până la finele anului 2003, aceștia au prezentat 2 EP-uri, prezentând un stil hardcore.
În 2005, trupa a fost acompaniată de către poloneza Agata Jarosz și basistul Gregor Kutschera și au început să lucreze la material pentru un nou album, ce va fi lansat în același an. Comparativ cu variantele EP, stilul trupei s-a schimbat complet; pe noul album apar piese în șase limbi diferite. Din acest punct își vor defini muzica lor ca fiind un crossover tribal. 
În 2006 formația primește premiul Austrian Newcomer Award 2006 și mai mult, Audience Award. 

## Albume
- 2001: Teamspirit 55 (EP)
- 2003: Make Me Blind (EP)
- 2005: We!come Home
- 2008: „Go” (single)
- 2009: Time To Tango